# ساقه‌چه

مقایسه جوانه‌زنی روی‌زمین و زیرزمین

ساقه‌چه (به انگلیسی: Epicotyl)، برای مراحل اولیه زندگی گیاه مهم است. در کاراندام‌شناسی گیاهی، ساقه‌چه، ساقه رویانی بالای لپه است.
در برخی از گیاهان ساقه‌چه در نهایت به برگ گیاه تبدیل می‌شود. در دولپه‌ها همان چیزی است که به نظر می‌رسد ساقه پایه در زیر لپه‌های پژمرده و خشک شده است ساقه‌چه می‌باشد.
در گیاهان تک‌لپه، اولین شاخه‌ای که از زمین یا از بذر خارج می‌شود ساقه‌چه است که اولین شاخه‌ها و برگ‌ها از آن بیرون می‌آیند.
تصور می‌شود که طویل شدن ساقه‌چه توسط گیرنده‌های نوری فیتوکروم کنترل می‌شود.